# Sea Venom (misil)
Sea Venom es un misil antibarco ligero anglo-francés desarrollado por MBDA para equipar a la Armada Francesa y la Armada Real. El misil se conoce como Anti-Navire Léger (ANL) en Francia y Sea Venom (antes Future Anti-Surface Guided Weapon (Heavy)) en el Reino Unido. Se espera que entre en servicio con la Royal Navy a fines de 2021. El primer lanzamiento de prueba, realizado desde un Dauphin AS365 propiedad de la agencia de adquisiciones de defensa DGA de Francia, se realizó con éxito el 21 de junio de 2017.

## Diseño
Sea Venom está diseñado como un sucesor de los misiles AS 15 TT de la Marina francesa y Sea Skua de la Marina Real. Cuando esté en servicio, Sea Venom equipará los helicópteros Panther y NH90 en la Marina francesa y los helicópteros Wildcat en la Royal Navy. Debido a las características compartidas con sus predecesores, MBDA afirma que Sea Venom podrá integrarse fácilmente en plataformas que ya tienen Sea Skua y AS 15 TT.
Al igual que sus predecesores, Sea Venom está diseñado para atacar objetivos de superficie, como las naves de ataque rápido en tierra (FIACS) que varían en tamaño entre 50 y 500 toneladas, así como objetivos de superficie más grandes, de hasta el tamaño de corbeta. Con su ojiva de 30 kg, el misil también es capaz de infligir daño significativo a embarcaciones más grandes a través de la selección de puntos de objetivo de precisión, y también puede atacar objetivos estáticos terrestres. Aunque actualmente se desconoce su alcance preciso, MBDA ha declarado que el misil tiene un rango de separación "largo" que le permite ser lanzado desde más allá del alcance de la mayoría de los sistemas modernos de defensa aérea. El misil es capaz de varios modos de ataque, incluido el arrastre en el mar y el "pop up / top attack". Sea Venom utiliza un buscador IR con la opción de hombre en la guía de bucle vía vía misil a través del enlace de datos; el enlace de datos bidireccional de alta velocidad transmite las imágenes "vistas" por el buscador al operador, lo que les permite mantener el control del misil durante su vuelo además de tener una capacidad de activación autónoma.
MBDA también está trabajando en una variante de lanzamiento de superficie del misil.